# Экури, Бой

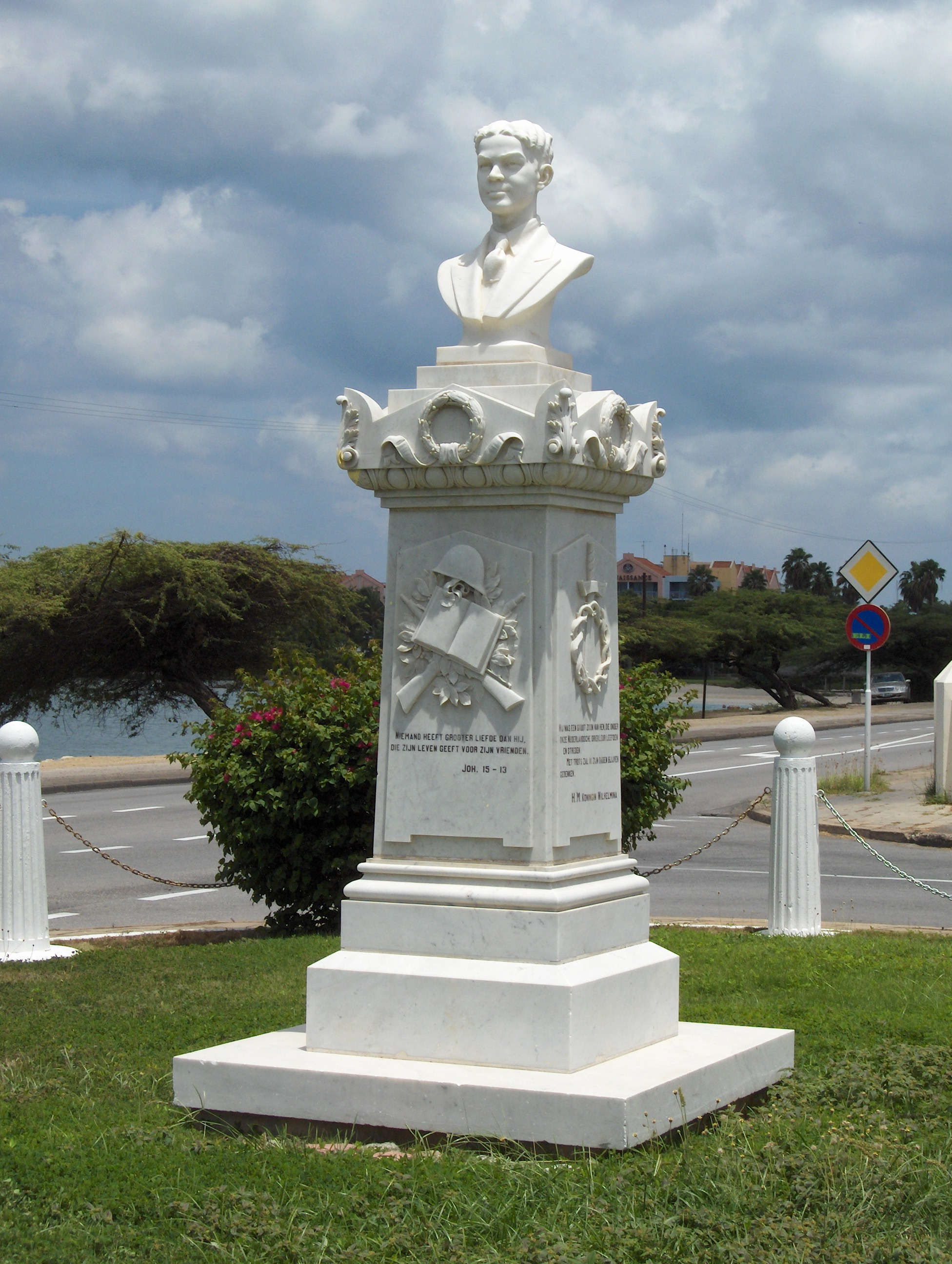
Памятник Экури Бойю в Ораньестаде.

Сегундо Хорхе Адельберто «Бой» Экури (нидерл. Segundo Jorge Adelberto «Boy» Ecury) — уроженец Ораньестада, Аруба, член голландского сопротивления во время Второй мировой войны, жертва немецких захватчиков. Был расстрелян в тюрьме Схевенингене, Гаага в 1944 году. Спустя сорок лет со дня смерти отмечен Правительством Нидерландов, а также награждён наградой «Resistance Heroes Commemorative Cross». Национальный герой Арубы.

## Биография
Бой Экури родился 23 апреля 1922 года в городе Ораньестад, Аруба в католической семье. Он был седьмым ребёнком из тринадцати. Происхождение прозвища «мальчик» не известно. Его отец, Дундун Экури, был бизнесменом и потому отправил сына получать образование в Европу. В 1937 году, пятнадцатилетний Бой Экури поступает на обучение по специальности торговля в институт Св. Людовика (нидерл. St. Louis Instituut) в Оуденбосхе. Впоследствии он много путешествовал и проживал в разных городах: Тилбург, Ойстервейк, Делфт, Роттердам.
С началом немецкой оккупации Нидерландов Экури, вероятнее всего, вместе со своим другом из Кюрасао, Луи де Лануа, и другими — вступает в подполье. Целью их деятельности было сопротивление продвижению сил вермахта, а также повреждение транспортных путей и подрыв техники. В начале 1944 года он получил письмо, что его друг Луи де Лануа был арестован и содержится в тюрьме Утрехта. Поспешив ему на помощь и прибегая к разного рода способам он добивается того, что в сентябре Луи де Лануа совершает удачный побег. Во время переноски оружия в мешке, 5 ноября 1944 года Экури был схвачен и доставлен для допроса. Не добившись от него данных о членах сопротивления и их местонахождении, 6 октября 1944 года немецко-фашистские захватчики приговорили его к расстрелу. Когда через шесть месяцев территория Нидерландов была освобождена от сил вермахта, отец Боя Экури отправился на поиски сына. По его возвращении с останками на Арубу, в 1947 году, была организована церемония захоронения с военными почестями, решение о которой было принято правительством. Также была установлена памятная статуя на одной из улиц Ораньестада.

## Награды
В 1984 году правительство Нидерландов посмертно наградило Боя Экури государственной наградой за вклад и участие в Движении Сопротивления во время Второй мировой войны — крестом «het Verzetsherdenkingskruis».

## Упоминание в культуре
В 2003 году нидерландский продюсер Франс Вейс выпустил биографический кинофильм «Boy Ecury», в котором отобразил историю о жизни и смерти члена Движения Сопротивления в Нидерландах — Боя Экури.
- «Boy Ecury», 2003 год (стр. Нидерланды, реж. Франс Вейс, реж. Артур Жапин)[5].